# بیار
بیار (به اسپانیایی: Biar) دهستانی در استان آلیکانتهٔ اسپانیا است.
در این دهستان ۳٬۷۲۳ نفر زندگی می‌کنند. مساحت این دهستان ۹۸٫۱۸ کیلومتر مربع است.